# Brevki
Brevki, tudi Breuci (grško: Βρεῦκοι [Breukoi]), ilirsko pleme, ki je živelo ob srednjem toku reke Save med Vrbasom in Drino. Bili so močno in bojevito pleme iz skupine plemen s skupnim imenom Panonci.
Leta 6 so se takoj po izbruhu velike ilirske vstaje pridružili uporniškim Dezitijatom pod vodstvom Batona I. in bili po zatrtju vstaje leta 9 prodani v suženjstvo v Italijo. Med vladavino cesarja Trajana so dobili rimsko državljanstvo.  V rimski vojski je nato služilo devet kohort Brevkov (cohortes Breucorum), v katerih so bili tudi pripadniki drugih plemen. 
Veliko Brevkov se je naselilo tudi v Dakiji, kjer jih je postopoma absorbiralo lokalno prebivalstvo.
Iz njihovega imena je morda nastalo ime mesta Brčko v severovzhodni Bosni.